# Weißandt-Gölzau
Weißandt-Gölzau is een plaats en voormalige gemeente in de Duitse deelstaat Saksen-Anhalt, en maakt deel uit van de Landkreis Anhalt-Bitterfeld.
Weißandt-Gölzau telt 1.861 inwoners.

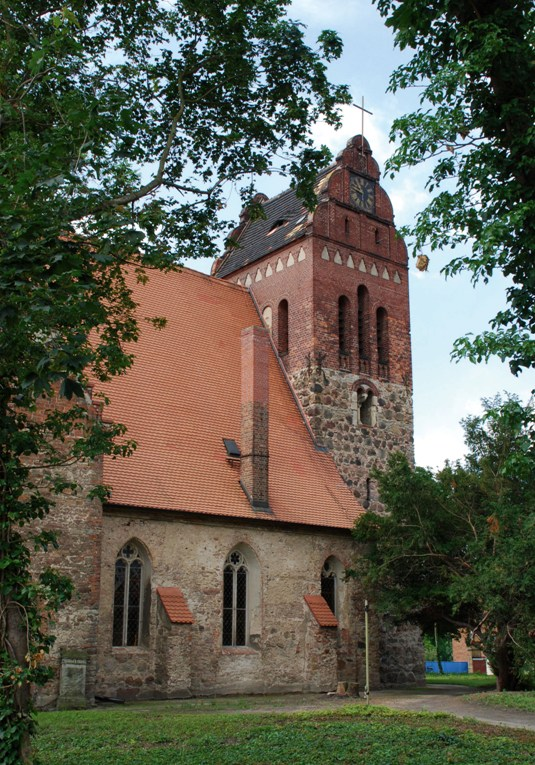
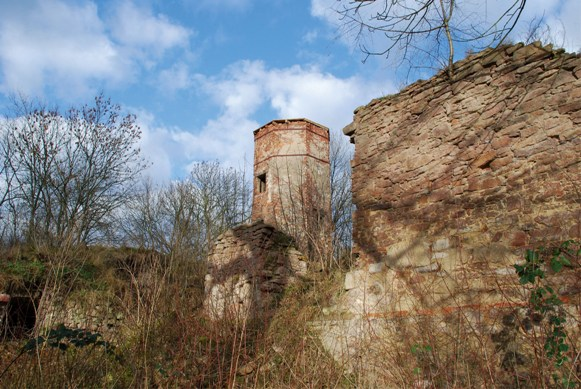
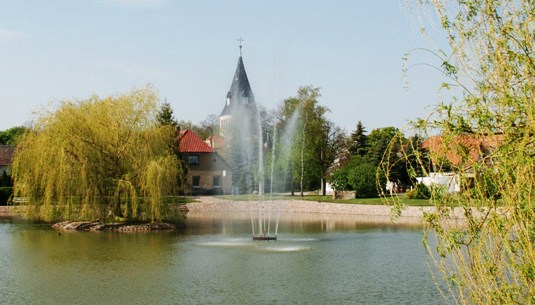
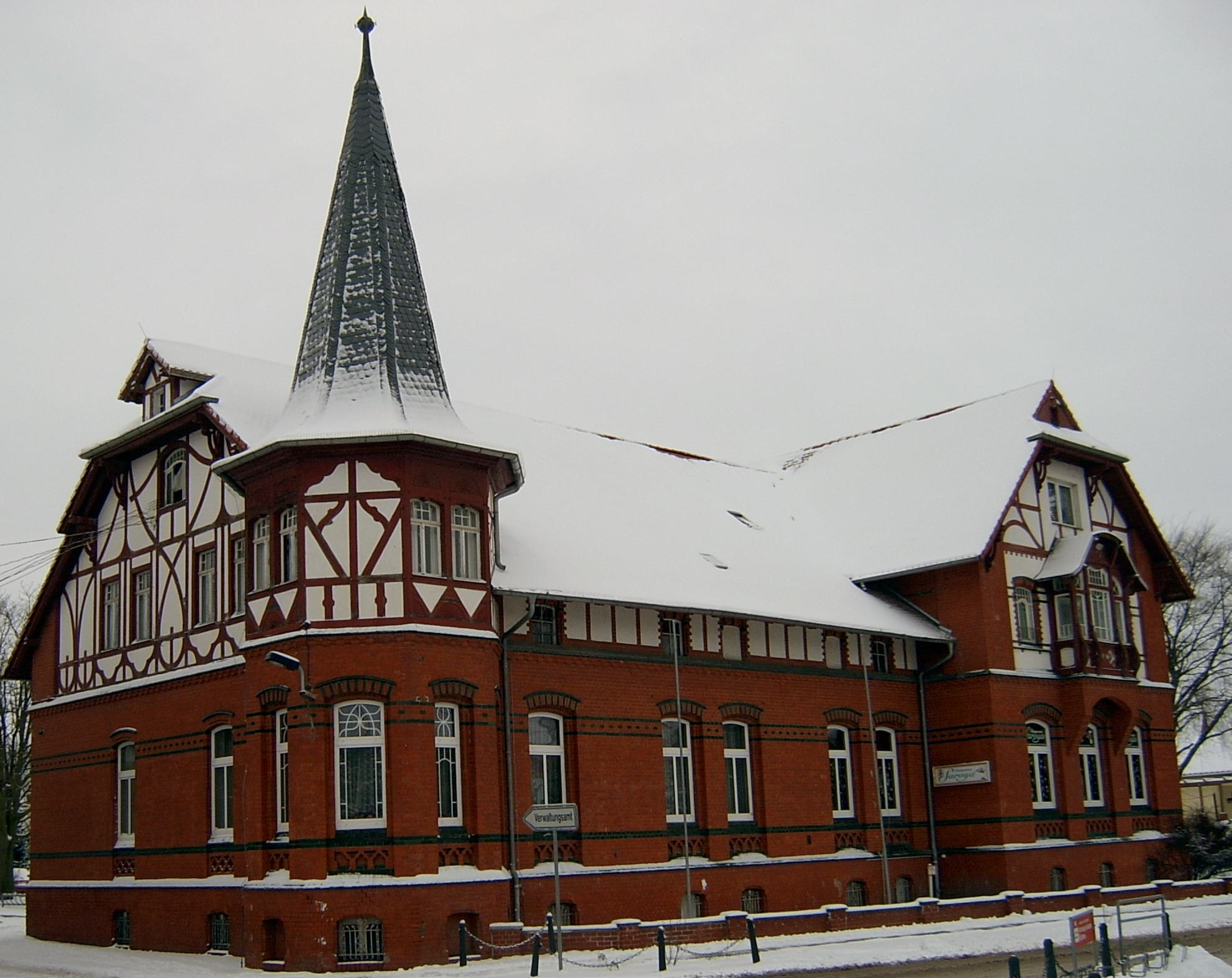
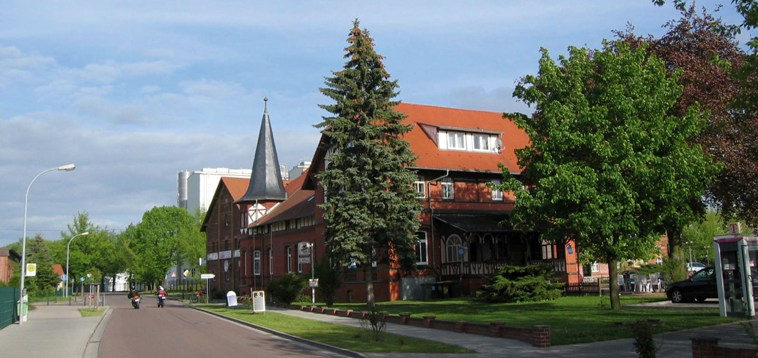